# Riccardo Muti

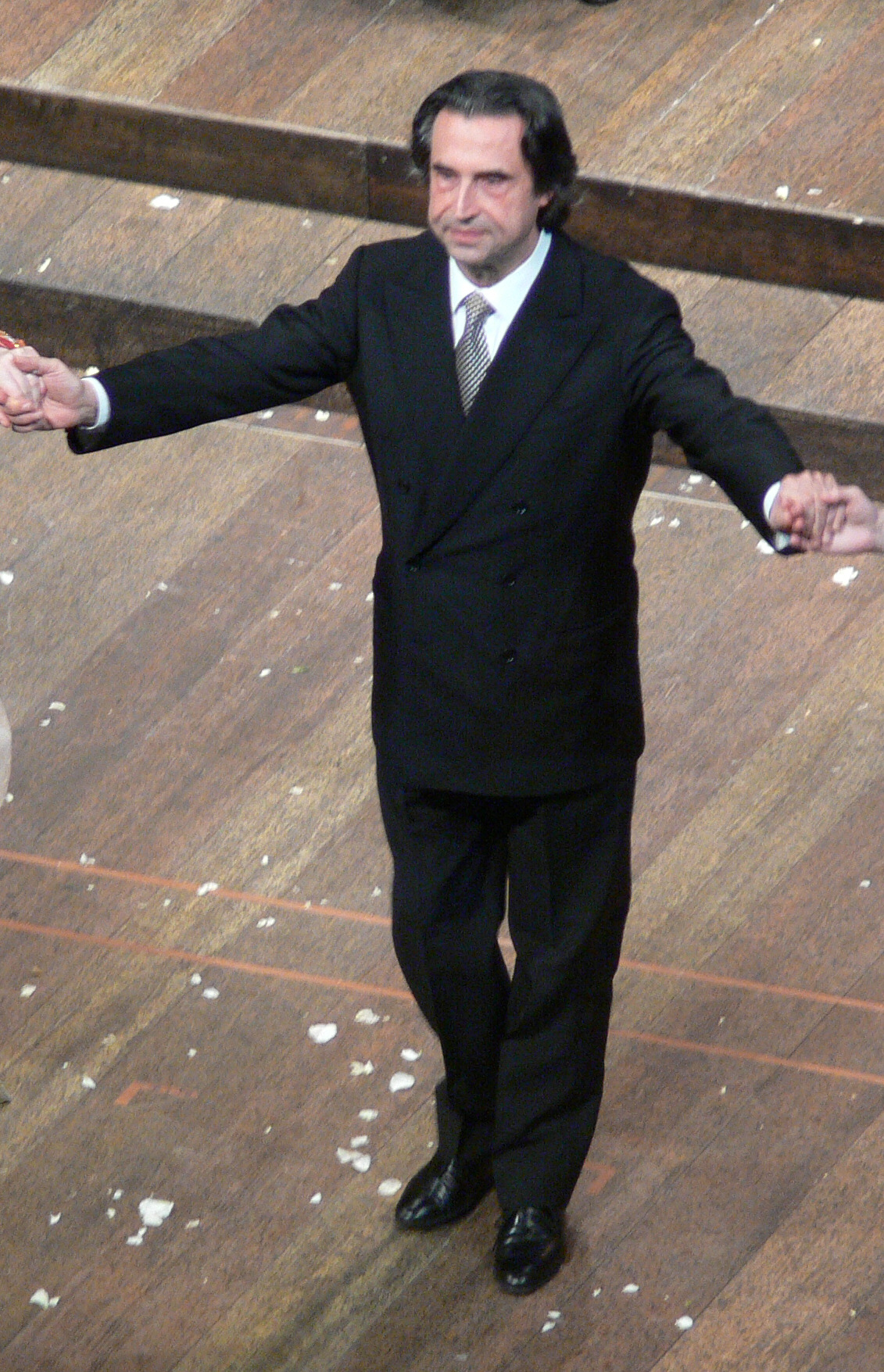
Riccardo Muti, 2008

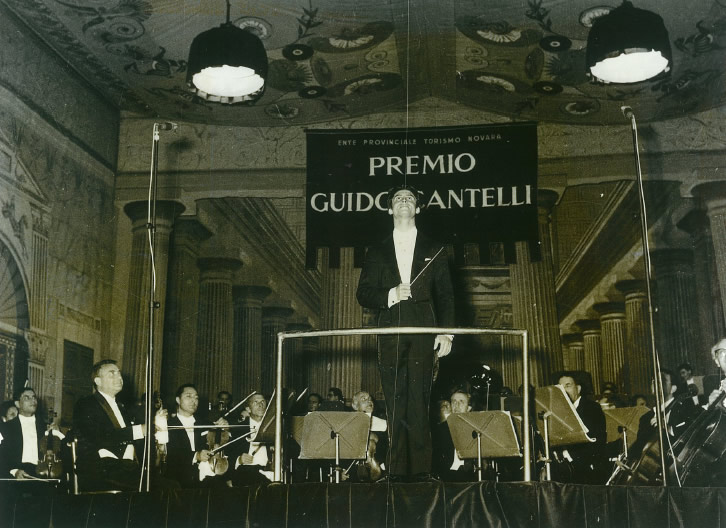
Riccardo Muti als Sieger des Premio Cantelli 1967 im Teatro Coccia (Novara)

Riccardo Muti (* 28. Juli 1941 in Neapel) ist ein italienischer Dirigent.

## Leben
Riccardo Mutis musikalisches Elternhaus förderte sein Interesse für Musik, weswegen er schon frühzeitig Klavier- und Gesangsunterricht erhielt. Am Conservatorio di Musica San Pietro a Majella in Neapel absolvierte er ein Musikstudium und schloss dieses als Pianist ab. Komponieren und Dirigieren lernte Muti am Mailänder Verdi-Konservatorium.
Der Dirigentenpreis des Guido-Cantelli-Wettbewerbs des Jahres 1967 bescherte Muti öffentliche Aufmerksamkeit. Kurz darauf gab er sein Debüt als Dirigent mit dem italienischen Radio- und Fernsehorchester. 1969 wurde er nach einem Auftritt mit Swjatoslaw Richter Chefdirigent des Maggio Musicale Fiorentino. Sehr schnell wurde er zu einem gefragten Gastdirigenten aller großen Orchester der Welt. 1971 lud ihn Herbert von Karajan erstmals zu den Salzburger Festspielen ein. 1972 debütierte Muti in den USA mit dem Philadelphia Orchestra, dessen Musikdirektor er 1980 wurde.
Muti lebt in Ravenna und leitet dort die Italian Opera Academy – Riccardo Muti, eine „Akademie für junge Dirigenten, Sänger und Korrepetitoren“.

## Orchester
Muti dirigierte und dirigiert eine Vielzahl renommierter Orchester bei Opern- und Konzertaufführungen sowie anlässlich von Schallplattenaufnahmen. Werke Luigi Cherubinis und Wolfgang Amadeus Mozarts gehören dabei ebenso zu seinem Repertoire wie Kompositionen der italienischen Romantiker, Opern Richard Wagners und Stücke des 20. Jahrhunderts.
Nach dem Tod von Otto Klemperer im Jahr 1973 wurde Muti dessen Nachfolger beim New Philharmonia Orchestra London. Als Nachfolger von Eugene Ormandy wirkte er von 1980 bis 1992 als Chefdirigent des Philadelphia Orchestra. Von 2010 bis 2023 hatte Muti diesen Posten beim Chicago Symphony Orchestra als offizieller Nachfolger von Daniel Barenboim und zehnter Dirigent des CSO inne. Er bleibt dem Orchester als „Emeritus for Life“ verbunden.
Mit den Wiener Philharmonikern verbindet Muti seit Jahrzehnten eine enge Zusammenarbeit. Er leitet sie in Abonnementskonzerten und auf Tourneen. 1993 dirigierte Muti das erste Mal das Neujahrskonzert (in Nachfolge von Carlos Kleiber), auch in den Jahren 1997, 2000, 2004, 2018, 2021 und 2025 übernahm er hier das Dirigat.

## Salzburger Festspiele
Von 1971 an dirigierte Muti alljährlich bei den Salzburger Festspielen. Seither leitete er dort zahlreiche Opern- und Konzertaufführungen. 1983 dirigierte er eine mit Beifall aufgenommene Neuinszenierung von Wolfgang Amadeus Mozarts Così fan tutte (Regie: Michael Hampe) sowie 2005 Die Zauberflöte (Regie: Graham Vick). 2006 betreute er eine Neuproduktion der Zauberflöte in der Regie von Pierre Audi mit einem Bühnenbild von Karel Appel. Im Großen Festspielhaus brachte er mit den Wiener Philharmonikern die Komposition Giusta Armonia von Fabio Vacchi zur Uraufführung. 2017 dirigierte er bei den Festspielen die Aida.

## Wiener Staatsoper
Seit 1973 tritt Muti regelmäßig an der Wiener Staatsoper auf: Seinem Debüt mit Giuseppe Verdis Aida (1973, Regie: Nathaniel Merrill, Bühnenbild: Günther Schneider-Siemssen, Kostüme: Leo Bei) folgten u. a. Verdis La forza del destino (1974, Regie: Luigi Squarzina, Bühne und Kostüme: Pier Luigi Pizzi), Vincenzo Bellinis Norma (1977, Regie: Piero Faggioni, Bühne: Ezio Frigerio, Kostüme: Franca Squarciapino), Verdis Rigoletto (1983, Regie: Sandro Sequi, Bühnenbild: Pantelis Dessyllas, Kostüme: Giuseppe Crisolini-Malatesta) und – im Theater an der Wien – Wolfgang Amadeus Mozarts Le nozze di Figaro (2001, Regie: Michael Heltau nach Giorgio Strehler, Bühne: Ezio Frigerio, Kostüme: Franca Squarciapino).
Im Dezember 2005 sowie im April 2006 dirigierte Muti an der Staatsoper insgesamt acht Vorstellungen von Le nozze di Figaro (Regie und Ausstattung: Jean-Pierre Ponnelle).
Im Februar 2008 dirigierte er an der Staatsoper vier vom Publikum gefeierte Vorstellungen von Così fan tutte mit Barbara Frittoli (Fiordiligi), Angelika Kirchschlager (Dorabella), Ildebrando D’Arcangelo (Guglielmo), Francesco Meli (Ferrando), Laura Tătulescu (Despina) und Natale De Carolis (Don Alfonso). Die Inszenierung von Roberto de Simone (Bühnenbild: Mauro Carosi, Kostüme: Odette Nicoletti) hatte Muti bereits einige Jahre zuvor im Theater an der Wien bei einer Gemeinschaftsproduktion der Wiener Festwochen und der Staatsoper geleitet.

## Mailänder Scala
1980 debütierte Muti an der Mailänder Scala bei einer Neuinszenierung von Wolfgang Amadeus Mozarts Le nozze di Figaro (Regie: Giorgio Strehler). 1986 folgte er Claudio Abbado als Musikdirektor dieses Opernhauses nach und leitete zahlreiche Neuproduktionen – vor allem von Werken Wolfgang Amadeus Mozarts, Giuseppe Verdis und Richard Wagners.
Muti dirigierte am 7. Dezember 2004 anlässlich der Wiedereröffnung der Mailänder Scala die Oper L’Europa riconosciuta von Antonio Salieri (Regie: Luca Ronconi, Ausstattung: Pizzi), nachdem das Theater wegen Renovierungsarbeiten zuvor für mehrere Jahre geschlossen gewesen war.
Zum Chefdirigenten des Philharmonischen Orchesters der Mailänder Scala wurde Riccardo Muti 1987 berufen und bestritt mit diesem im darauffolgenden Jahr eine Tournee durch Japan, Deutschland und Frankreich, der sich im Jahr 1989 eine Gastspielreise durch die damalige UdSSR anschloss.
Im April 2005 beendete Muti seine Tätigkeit als Musikdirektor der Mailänder Scala, nachdem der von ihm favorisierte Kandidat für die Intendanz Maurizio Meli nicht die erhoffte Zustimmung der Belegschaft gefunden hatte. Das musikalische Personal sprach sich mit 700 zu 5 Stimmen gegen Muti aus. Meli wurde stattdessen Intendant des Teatro Regio di Parma.

## Auszeichnungen
- Premio Abbiati 1980/81 und 1988/89
- 1989 Wahl zum Mitglied der American Philosophical Society[7]
- Knight Commander des Order of the British Empire (KBE)[8] im Jahr 2000
- Großes Silbernes Ehrenzeichen für Verdienste um die Republik Österreich[9] am 19. Juni 2001
- Bundesverdienstkreuz der Bundesrepublik Deutschland am 19. Juni 2001
- Orden der Freundschaft Russlands am 1. Oktober 2001
- Ehrendoktortitel der Universität Barcelona am 13. Oktober 2003[8]
- GLOBArt Award im Jahr 2007
- Aufnahme in die American Academy of Arts and Sciences als auswärtiges Ehrenmitglied im Jahre 2008
- 2 Grammy Awards im Jahr 2010: Best Classical Album und Best Choral Performance[10][8]
- Prinz-von-Asturien-Preis in der Kategorie Kunst sowie Birgit-Nilsson-Preis, der weltweit höchstdotierte Musikpreis, im Jahr 2011
- Papst Benedikt XVI. zeichnete Muti am 11. Mai 2012 mit dem Päpstlichen Gregoriusorden aus.
- International Opera Award 2014 für die beste Operngesamtaufnahme des Jahres (Verdis Otello mit dem Chicago Symphony Orchestra)
- Orden der Aufgehenden Sonne, 2. Klasse in 2016[11]
- Praemium Imperiale 2018
- Großes Goldenes Ehrenzeichen für Verdienste um die Republik Österreich am 15. August 2021[12]